# Kamienica "Luftmaszyna" w Rzeszowie
Luftmaszyna (od niem. Luftmaschine - dmuchawa) – kamienica, znajdująca się na rogu ulic Juliusza Słowackiego (dawniej Różana) i Tadeusza Kościuszki w Rzeszowie, naprzeciw ratusza i rzeszowskiego rynku. 
Kamienica została wzniesiona w I. poł. XIX wieku, jako hotel. Znajdowała się w nim również okazała sala balowa, w której organizowano przedstawienia teatralne i bale przebierańców. Tu również powstało pierwsze rzeszowskie kino "Urania" Budynek przez długi czas był własnością Ozjasza Finka, któremu zawdzięcza nietypową nazwę. Budynek owiany był niesławą, z powodu rzekomego "przybytku rozpusty", opisywanego w Głosie Rzeszowskim na początku ub. wieku.
Na kamienicy znajduje się tablica pamiątkowa, dedykowana Ignacemu Łukasiewiczowi.